# 東京大学エッジキャピタルパートナーズの投資先企業一覧
本項は、東京大学エッジキャピタルパートナーズ（UTEC）の投資先企業の一覧である。

## Life Science & Healthcare
- Faraday Pharmaceuticals[1]
- ブレインイノベーション株式会社
- オリシロジェノミクス株式会社
- bitBiome株式会社
- BUGWORKS RESEARCH, INC.
- immunoSCAPE PTE. LTD.
- ソシウム株式会社
- Elixirgen Therapeutics, Inc
- 株式会社アルガルバイオ
- 株式会社Epigeneron
- TRICOG HEALTH PTE.LTD.
- 株式会社ミルテル
- タグシクス・バイオ株式会社
- エディットフォース株式会社
- 株式会社MOLCURE
- 株式会社糖鎖工学研究所
- 五稜化薬株式会社
- 株式会社クリュートメディカルシステムズ
- クオンタムバイオシステムズ株式会社
- Repertoire Genesis株式会社

## Life Science & Healthcare（Exit済）
- ペプチドリーム
- ラクオリア創薬
- テラ株式会社
- ナノキャリア株式会社
- 株式会社JMDC（旧：株式会社日本医療データセンター）
- ジーエヌアイ
- MediciNova,Inc

## IT
- OPALai Pte. Ltd.[2]
- 株式会社ELEMENTS
- VividQ
- 株式会社ROMS
- 株式会社アダコテック
- SWAT MOBILITY PTE. LTD.
- 株式会社estie
- Tellus You Care, Inc.
- 株式会社日本データサイエンス研究所
- 株式会社CambrianRobotics
- 株式会社Finatextホールディングス
- フレセッツ
- 株式会社ティアフォー
- Evie.ai. (Forty Two Labs Private Ltd.)
- スタートバーン株式会社
- 株式会社アイデミー
- 株式会社レトリバ
- 株式会社ZenmuTech
- シーオス株式会社
- Institution for a Global Society株式会社
- 株式会社自律制御システム研究所(ACSL)
- Fyusion, Inc.
- Locix Inc.
- WASSHA株式会社
- 株式会社お金のデザイン

## IT（EXIT済）
- ニューラルポケット
- AI inside株式会社
- メディアイノベーション
- 株式会社MUJIN
- popIn
- 株式会社フィジオス
- プロメテック・ソフトウェア
- ライフネット生命保険
- 株式会社ネイキッドテクノロジー
- 株式会社モルフォ
- 株式会社シリウステクノロジーズ

## Physical Science & Engineering
- Nelumbo[3]
- BionicM株式会社
- ベジタリア株式会社
- エクセルギー・パワー・システムズ株式会社
- NExT-e Solutions 株式会社
- マイクロ波化学株式会社
- 株式会社FLOSFIA
- 908 Devices Inc
- Green Earth Institute株式会社
- 株式会社ASM
- 株式会社ルートレック・ネットワークス

## Physical Science & Engineering（EXIT済）
- セブン・ドリーマーズ・ラボラトリーズ株式会社
- GLM株式会社

## Fund
- Blume Ventures – Fund III[4]
- Deep30投資事業有限責任組合